# 장루이 코쥘
장루이 코쥘(프랑스어: Jean-Louis Koszul IPA: [ʒɑ̃lwi kɔzyl], 1921년 1월 3일 ~ 2018년 1월 12일)은 프랑스의 기하학자이다. 리 대수 코호몰로지의 코쥘 복합체를 정의하였으며, 또한 벡터 다발의 코쥘 접속을 정의하였다.
프랑스의 수학자 단체 니콜라 부르바키의 2세대 회원으로 꼽힌다.

## 같이 보기
- 코쥘 복합체
- 코쥘 쌍대성
- 리 대수 코호몰로지